# 佳谷站
佳谷站（：／ Kagok yŏk */?）是位于朝鮮民主主義人民共和國江原道平康郡的一個鐵路車站，原属于京元线，1950年被废止。

## 邻近车站
平康站 - 佳谷站 - 月井站